# Colibrí d'Allen
El colibrí d'Allen (Selasphorus sasin) és una espècie d'ocell de la família dels troquílids (Trochilidae) d'hàbits migratoris.

## Descripció
- Fa una llargària de 75 - 90 mm.
- Mascle amb dors i front verd, flancs i cua rogenc. Gola amb un pegat iridescent vermell-taronja.
- Femella amb una sèrie de taques a la gola en lloc de les iridescències del mascle. Color general verd amb rogenc a la cua, amb puntes blanques.
- Immaturs molt semblants a la femella.

## Hàbitat i distribució

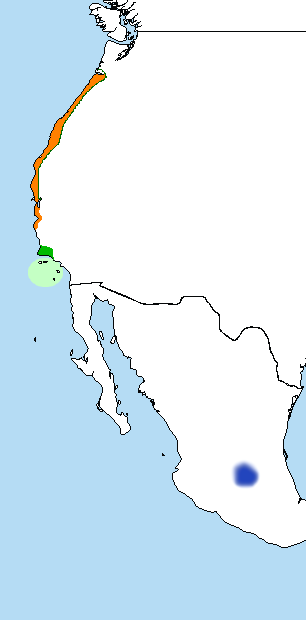
Distribució de S.sasin
Taronja: Hivern.
Verd: Tot l'any.
Blau: Estiu.

Habita zones de bosc de coníferes, arbusts, praderies i jardins, criant a prop de la costa del sud-oest d'Oregon i Califòrnia. La subespècie nominal és migratòria, passant l'hivern a la zona central de Mèxic, mentre que la subespècie sedentarius és resident durant tot l'any a les Illes Santa Bàrbara i des de la dècada de 1960, en algunes zones de la costa de Califòrnia.

## Subespècies
S'han descrit dues subespècies:
- Selasphorus sasin sasin (Lesson) 1829.
- Selasphorus sasin sedentarius (Grinnell) 1929.

## Reproducció

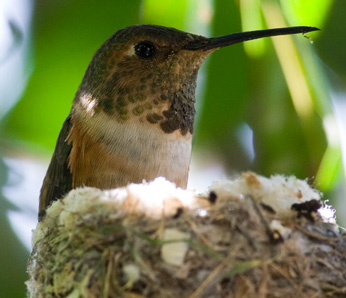
Femella al niu

El colibrí d'Allen construeix el niu sobre el sòl o una branca d'arbre, amb fibres vegetals i tiges, cobrint aquesta estructura amb líquens. La femella pon dos ous blancs, que covarà durant 15 a 17 dies. Els joves deixen el niu tres setmanes després de l'eclosió i la femella continuarà alimentant-los durant unes quantes setmanes més.